# Alleghe
Alleghe är en ort och kommun i provinsen Belluno i regionen Veneto i Italien. Kommunen hade 1 192 invånare (2018).